# Last Parade
Last Parade je debutové hudební album americké hard rockové skupiny Call Me No One. Nahrávání a zvuková režie proběhla ve studiu Architekt Music v Butleru, New Jersey a album bylo vydáno bylo 5. června 2012. Distribuci alba zajistila nahrávací společnost Asylum. Z alba byly vydány dva singly „Biggest Fan“ a „Thunderbird“.

## Seznam skladeb
Všechny skladby napsal(i) členové Call Me No One. 
| Pořadí | Název               | Délka |
| ------ | ------------------- | ----- |
| 1.     | Intro               | 1:30  |
| 2.     | World Is Dead       | 3:18  |
| 3.     | Thunderbird         | 3:48  |
| 4.     | Soapbox             | 3:52  |
| 5.     | Hillbilly           | 3:42  |
| 6.     | All's Well          | 5:15  |
| 7.     | Biggest Fan         | 2:50  |
| 8.     | Pleased To Meet you | 3:21  |
| 9.     | Broken Record       | 4:56  |
| 10.    | You Surprise Me     | 3:57  |
| 11.    | War Song            | 3:27  |
| 12.    | Last Parade         | 4:35  |